# Моран, Херби
Джон Херберт Моран (англ. John Herbert Moran; 16 февраля 1884, Костелло, Пенсильвания — 21 сентября 1954, Кларксон, Нью-Йорк) — американский бейсболист. Играл на позиции аутфилдера. Выступал в Главной лиге бейсбола с 1908 по 1915 год. Победитель Мировой серии 1914 года в составе клуба «Бостон Брэйвз».

## Биография
Джон Херберт Моран родился 16 февраля 1884 года в Костелло, в округе Поттер в Пенсильвании. Он был старшим сыном в семье Джимми Морана и Мэри Бейли, потомков эмигрантов из Северной Ирландии. По имеющимся данным, в начале XX века они жили в Каудерспорте. Моран учился в частной школе-интернате в Хайтстауне в Нью-Джерси, там же начал играть в бейсбол. Первым профессиональным клубом в его карьере стали «Каудерспорт Джайентс», в составе которых он дебютировал в 1905 году.
В течение нескольких лет Моран играл за различные команды низших лиг и привлёк внимание скаутов надёжностью в обороне и хорошей игрой в качестве раннера. Весной 1908 года он подписал контракт с «Филадельфией Атлетикс» и дебютировал в Главной лиге бейсбола. Старт чемпионата Моран провёл неудачно. В девятнадцати играх за команду он отбивал с показателем 15,3 %, после чего его отправили в команду младшей лиги «Трентон Тайгерс». В сентябре его контракт был выкуплен «Бостон Давс», второй отрезок сезона Моран провёл удачнее: в восьми сыгранных матчах он отбивал с эффективностью 27,6 %. Большую часть сезона 1909 года он провёл в составе «Провиденс Грейс». В 1910 году в 67 матчах за «Бостон» Моран отбивал с показателем 11,9 %, после чего был отчислен.
В сентябре 1910 года контракт игрока был выкуплен клубом «Бруклин Доджерс», но весь следующий сезон Моран провёл в команде «Рочестер Бронкос». По итогам 152 матчей его эффективность на бите составила 28,9 %. Успешное выступление позволило ему вернуться в Главную лигу бейсбола. В 1912 и 1913 годах Моран провёл за «Доджерс» 130 и 132 матча соответственно. В январе 1914 года клуб выставил его на драфт отказов. Он перешёл в «Цинциннати Редс», где сыграл 107 матчей с показателем отбивания 23,5 %.
В августе 1914 года его продали в «Бостон Брэйвз». До конца регулярного чемпионата Моран принял участие в 41 игре, набрав 24 RBI. Он помог команде стать победителем Национальной лиги и выйти в Мировую серию. В финале сезона «Брэйвз» обыграли «Филадельфию Атлетикс» со счётом 4:0. Моран принял участие в трёх играх серии, выбив один хит. В заключительном матче его жертвенный бант привёл к ошибке защитника, позволившей «Бостону» одержать победу. Следующий сезон стал для него последним в лиге.
В октябре 1915 года Морана обменяли в команду Лиги Тихоокеанского побережья «Венис Тайгерс», но за неё он так и не сыграл. Два следующих сезона он провёл в «Монреаль Роялс», ещё один отыграл за «Литл-Рок Трэвелерс». В сентябре 1918 года он устроился на завод по производству боеприпасов в Виргинии, выполняя призыв «Работай или сражайся» министра обороны США Ньютона Бейкера. После окончания Первой мировой войны Моран несколько лет тренировал полупрофессиональные команды из Пенсильвании и Нью-Йорка. В конце 1920-х годов он работал скаутом. Окончательно он покинул бейсбол в 1937 году, отработав сезон главным тренером команды из Нью-Уотерфорда в Канаде.
После выхода на пенсию он вёл непубличный образ жизни, жил в Кларксоне в штате Нью-Йорк. Херби Моран скончался в своём доме 21 сентября 1954 года, причиной смерти стала гипертоническая болезнь.